# Kalfa
Kalfa je pojam koji označava radnika u procesu usavršavanja nakon završetka šegrtovanja i prije postizanja zvanje majstora. Kao srednja razina u hijerarhiji cehovskog sustava, kalfa predstavlja ključnu fazu izobrazbe u kojoj pojedinac već posjeduje značajne vještine i znanja o obrtu, no još uvijek radi pod nadzorom majstora kako bi dodatno usavršio svoje umijeće i pripremio se za samostalno obavljanje posla.

## Povijest
Srednjovjekovni cehovi, organizacije obrtnika i trgovaca, razvili su koncept kalfe kao prijelazne faze između šegrtovanja i majstorstva. Kada bi šegrt završio svoj višegodišnji program izobrazbe, prelazio bi u status kalfe, čime je stjecao pravo na samostalniji rad uz dodatne odgovornosti. Kalfe su često bile plaćene i mogle su obavljati različite poslove unutar radionice, čime su dobivale dragocjeno iskustvo, a majstori su imali povjerenje u njihove vještine. Ipak, kalfe su još uvijek bile podložne nadzoru majstora i morale su zadovoljavati standarde kvalitete propisane od strane ceha.

## Proces napredovanja
Kalfe su morale dokazati svoje znanje i tehničke sposobnosti kako bi postigle majstorski status, što je uključivalo izradu majstorskog rada ili remek-djela. Ovo djelo predstavljalo je vrhunac njihovog umijeća, a ocjenjivano je od strane majstora i drugih članova ceha. Uspješan završetak i priznanje majstorskog rada omogućavalo je kalfi da se osamostali, otvori vlastitu radionicu i postane punopravni član ceha. Kalfama je tako omogućeno da postanu mentori mladim šegrtima, čime su doprinosili kontinuiranom prijenosu znanja i vještina.
Da bi kalfa postao majstorom morao je krenuti na višegodišnje putovanje i obavljati praksu kod različitih majstora, što se nazivalo vandranje.

## U modernom društvu
Danas se pojam kalfe koristi rjeđe, no ostao je simbol prijelaznog razdoblja u obučavanju mladih stručnjaka u mnogim industrijama. Suvremeni sustavi dvojnog obrazovanja u određenim zemljama, kao i pripravnički programi, oslanjaju se na slične faze izobrazbe kako bi radnicima omogućili usavršavanje prije potpune profesionalne samostalnosti.